# Arthur Zanetti
Arthur Nabarrete Zanetti (* 16. April 1990 in São Caetano do Sul, São Paulo) ist ein brasilianischer Geräteturner. Seine bisher größten Erfolge sind der Olympiasieg 2012 im Ringeturnen sowie der Gewinn des Weltmeistertitels 2013 in der gleichen Disziplin. Zanetti war der erste Turner aus Südamerika, der eine olympische Medaille erringen konnte. Bei einer Körpergröße von 1,56 Meter beträgt sein Wettkampfgewicht 61 Kilogramm.

## Leben
Arthur Zanetti ist der Sohn von Arquimedes Zanetti und dessen Ehefrau Roseane und wuchs mit einem Bruder auf. Er begann ab 1997 mit dem Turnen. Sechs Jahre später widmete er sich ersten internationalen Wettkämpfen. 2007 wurde Zanetti in die brasilianische Turnnationalmannschaft der Senioren berufen.
International trat Zanetti erstmals bei den Turn-Weltmeisterschaften 2007 in Stuttgart in Erscheinung. Mit der brasilianischen Mannschaft um Diego Hypólito kam er über einen 17. Platz nicht hinaus. Auch erreichte Zanetti kein Gerätefinale. Am besten schnitt er mit Platz 57 an den Ringen ab (14,750 Punkte). Am Boden erreichte er einen 82. Platz (14,500 Punkte), im Mehrkampf einen 225. Platz (44,500 Punkte). Im April 2008 trat Zanetti beim Weltcup in Maribor in Erscheinung, wo er beim Sieg von Ievgenii Bogonosiuk (15,400 Punkte) aus der Ukraine mit einer Wertung von 15,000 einen dritten Platz im Bodenturnen belegte. An selber Stelle erreichte er mit 15,375 Punkten an den Ringen den sechsten Platz (Sieger: Yuri van Gelder, 16,675 Punkte).
In den folgenden Jahren entwickelte sich Zanetti zum Spezialisten für das Ringeturnen. Bei den Turn-Weltmeisterschaften 2009 in London konnte er sich erstmals für das Finale in dieser Disziplin qualifizieren. Dort verfehlte er beim Sieg des Chinesen Yan Mingyong (15,675 Punkte) mit 15,325 Punkten eine Medaille und belegte gemeinsam mit dem Rumänen George Stănescu einen geteilten vierten Rang. Mit der brasilianischen Mannschaft erreichte Zanetti einen 13. Platz im Mannschaftswettbewerb. Im November desselben Jahres belegte er beim Weltcup im kroatischen Osijek an seinem Paradegerät Rang vier. Beim folgenden Weltcup in Stuttgart wenig Tage später musste sich Zanetti an den Ringen nur dem amtierenden Olympiasieger Chen Yibing aus China geschlagen geben und gewann Silber. Im Mai 2010 trat der Brasilianer beim Weltcup in Moskau in Erscheinung, wo er am Boden und an den Ringen jeweils einen sechsten Platz belegte. Zuvor hatte er beim Internationalen Turnier in Paris einen vierten Platz an den Ringen erreicht.
2011 wurde bis dahin zu Zanettis erfolgreichstem Jahr. Bei der Sommer-Universiade im chinesischen Shenzhen gewann er die Goldmedaille an den Ringen. Der bislang größte Erfolg in seiner Paradedisziplin folgte knapp zwei Monate später bei der Turn-WM in Tokio. Nach Platz 13 mit dem Team erreichte Zanetti im Ringe-Vorkampf mit 15,533 Punkten den zweiten Platz und damit als jüngster Turner das Gerätefinale. Dort gelang es, ihm sich auf 15,600 Punkte zu verbessern und hinter Chen Yibing (15,800) mit Silber seine erste WM-Medaille an seinem Spezialgerät zu erringen. Bei den folgenden Panamerikanischen Spielen im mexikanischen Guadalajara musste sich Zanetti an den Ringen dem US-Amerikaner Brandon Wynn geschlagen gegeben und gewann Silber.
Im Olympiajahr 2012 präsentierte sich Zanetti so stark wie nie zuvor an den Ringen. Er gewann im Januar den vorolympischen Testwettkampf in London ebenso wie die Turn-Weltcups in Osijek (April), Maribor und Ghent (beide im Juni). In Vorbereitung auf den Saisonhöhepunkt arbeitete er mit einem eigenen kleinen Stab bestehend aus seinem Trainer, einer Physiotherapeutin und einer Sportpsychologin zusammen. Bei den Olympischen Sommerspielen 2012 von seiner Familie begleitet, erreichte Zanetti nach dem Vorkampf als Vierter (15,616 Punkte) das Ringefinale. Als letzter Finalteilnehmer seine Übung vorturnend, besiegte er mit 15,900 Punkten knapp den favorisierten Titelverteidiger Chen Yibing (15,800), der zuvor bereits die Qualifikation für sich entschieden hatte und als erster Starter ins Finale gegangen war. Über den Sieg entschieden Zanettis bessere Haltungsnoten, obwohl Yibings Übung mit einem höheren Schwierigkeitsgrad von 0,3 Punkten bewertet worden war. Es handelte sich um die erste olympische Medaille eines Turners aus Südamerika. „Ich wollte diese Medaille unbedingt gewinnen. Und zwar nicht nur für mich, sondern für das Kunstturnen, für alle Vereine, damit es ganz Brasilien die Türen öffnet. Ich erwarte, dass sich das Turnen nun verändert und zwar weil es sich verändern muss“, so Zanetti nach seinem Olympiasieg.
Bei der Sommer-Universiade 2013 in Kasan konnte Zanetti seinen Titel erfolgreich verteidigen und siegte mit 15,875 Punkten klar vor Denis Abljasin aus Russland (15,550 Punkte) und Ihor Radiwilow aus der Ukraine (15,525 Punkte). Anfang Oktober desselben Jahres gelang es ihm bei den Weltmeisterschaften in Antwerpen erstmals den Titel an den Ringen zu gewinnen.
Arthur Zanetti lebt in São Bernardo do Campo und ist Student. Er ist Mitglied des Vereins Serc Santa Maria und wird von Marcos Gotto trainiert.